# Figueirinha (Oeiras)
A Figueirinha é um bairro da vila de Oeiras, prolongando-se para nordeste dela e formando um contínuo com a vizinha vila de Paço de Arcos. Recebe o seu nome da Quinta ou Casal da Figueirinha, que desde meados do século XX se foi transformando numa área residencial plurifamiliar e, mais tarde, numa área de comércio e serviços. Integra nos limites os bairros da Figueirinha, Espargal, Moinho das Antas, Corações e Dr. Augusto de Castro, bem como espaços de importância como o Parque dos Poetas e o Estádio Municipal de Oeiras.